# Nuoto ai Giochi della II Olimpiade
Alla II Olimpiade si disputarono sette gare di nuoto. Vi parteciparono solo uomini.

## Nazioni partecipanti
Un totale di 76 nuotatori provenienti da 12 nazioni parteciparono ai giochi olimpici:
- Australia (1)
- Austria (3)
- Belgio (1)
- Danimarca (1)
- Francia (47)
- Germania (6)
- Gran Bretagna (7)
- Ungheria (1)
- Italia (2)
- Paesi Bassi (4)
- Svezia (1)
- Stati Uniti (2)

## Podi
| Evento                       | Oro                                                                                        | Perform. | Argento                                                                                        | Perform.  | Bronzo                                                                                                   | Perform.  |
| Stile libero                 |                                                                                            |          |                                                                                                |           | |           |
| 200 m (dettagli)             | Fred Lane                                                                                  | 2'25"2   | Zoltán Halmay                                                                                  | 2'31"4    | Karl Ruberl                                                                                              | 2'32"0    |
| 1000 m (dettagli)            | John Jarvis                                                                                | 13'40"2  | Otto Wahle                                                                                     | 14'53"6   | Zoltán Halmay                                                                                            | 15'16"4   |
| 4000 m (dettagli)            | John Jarvis                                                                                | 58'24"0  | Zoltán Halmay                                                                                  | 1:08'55"4 | Louis Martin                                                                                             | 1:13'08"4 |
| Dorso                        |                                                                                            |          |                                                                                                |           | |           |
| 200 m (dettagli)             | Ernst Hoppenberg                                                                           | 2'47"0   | Karl Ruberl                                                                                    | 2'56"0    | Johannes Drost                                                                                           | 3'01"0    |
| Altri                        |                                                                                            |          |                                                                                                |           | |           |
| 200 m per squadre (dettagli) | Schwimm Verband Ernst Hoppenberg Max Hainle Julius Frey Max Schöne Herbert von Petersdorff | 32       | Tritons Lillois Victor Cadet Jules Verbecke Joseph Bertrand Victor Hochepied Maurice Hochepied | 51        | Pupilles de Neptune de Lille René Tartara Louis Martin Désiré Mérchez Georges Leuillieux Philippe Houben | 61        |
| 200 m ostacoli (dettagli)    | Fred Lane                                                                                  | 2'38"4   | Otto Wahle                                                                                     | 2'40"0    | Peter Kemp                                                                                               | 2'47"4    |
| Nuoto subacqueo (dettagli)   | Charles Devendeville                                                                       | 188.4    | André Six                                                                                      | 185.4     | Peder Lykkeberg                                                                                          | 147.0     |

## Medagliere di disciplina
| Posizione | Paese         |   |   |   | Totale |
| --------- | ------------- | - | - | - | ------ |
| 1         | Gran Bretagna | 2 | 0 | 1 | 3      |
| 2         | Australia     | 2 | 0 | 0 | 2      |
| 2         | Germania      | 2 | 0 | 0 | 2      |
| 4         | Francia       | 1 | 2 | 2 | 5      |
| 5         | Austria       | 0 | 3 | 1 | 4      |
| 6         | Ungheria      | 0 | 2 | 1 | 3      |
| 7         | Danimarca     | 0 | 0 | 1 | 1      |
| 7         | Paesi Bassi   | 0 | 0 | 1 | 1      |
| Totale    | Totale        | 7 | 7 | 7 | 21     |